# Créancier chirographaire

## Droit canadien
En droit des sûretés québécois, bien qu'on emploie plus souvent le terme « créancier ordinaire », le terme « créancier chirographaire » est parfois utilisé comme synonyme dans la jurisprudence. Il s'agit d'un créancier qui ne bénéficie pas d'une cause légitime de préférence comme une priorité ou une hypothèque.
En droit de la faillite canadien, créancier chirographaire est également utilisé comme synonyme de créancier ordinaire . Il existe aussi une catégorie inférieure de créanciers chirographaires, celle des créanciers hypochirographaires, qui sont payés après les créanciers chirographaires.

## Droit français
En droit français, un créancier chirographaire est un créancier simple, c'est-à-dire ne disposant d'aucune sûreté particulière. On le distingue des créanciers privilégiés, comme le trésor public ou les salariés d'une entreprise en difficulté.